# Argujillo (kommunhuvudort)
Argujillo är en kommunhuvudort i Spanien.   Den ligger i provinsen Provincia de Zamora och regionen Kastilien och Leon, i den centrala delen av landet, 190 km nordväst om huvudstaden Madrid. Argujillo ligger 769 meter över havet och antalet invånare är 344.
Terrängen runt Argujillo är platt. Runt Argujillo är det glesbefolkat, med 14 invånare per kvadratkilometer. Närmaste större samhälle är Fuentesaúco, 11,7 km sydost om Argujillo. Trakten runt Argujillo består till största delen av jordbruksmark.